# Station Messina Marittima
Station Messina Marittima (Italiaans: Stazione di Messina Marittima) is een treinstation in de Italiaanse stad Messina. Het is het overstappunt van trein naar veerboot en omgekeerd. Hier schepen passagiers en treinwagons in voor de verbinding tussen het spoorwegnetwerk van Sicilië en het vasteland van Italië.

## Geschiedenis

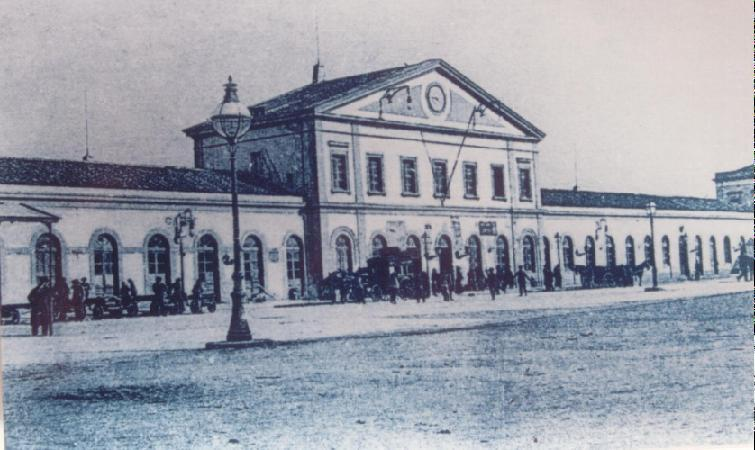
Het centraal station van Messina voor de aardbeving van 1908

Het centraal station van Messina (in het Italiaans: Stazione di Messina Centrale) werd op 12 december 1866 in gebruik genomen, maar vanwege financiële problemen van spoorwegonderneming Società Vittorio Emanuele werd pas in 1885, toen de onderneming Società Sicula de werkzaamheden overnam, met de verbinding met de aanlegsteigers begonnen. Op 20 juni 1889, tegelijkertijd met de opening van het eerste deel van het traject naar Palermo, werd het centraal station van Messina door middel van een 574 meter lang verbindingsspoor verbonden met de aanlegsteigers in de haven van Messina. Nadat de spoorlijnen en aanlegsteigers door de aardbeving in Messina in 1908 zwaar beschadigd waren geraakt, moesten ze opnieuw aangelegd worden.

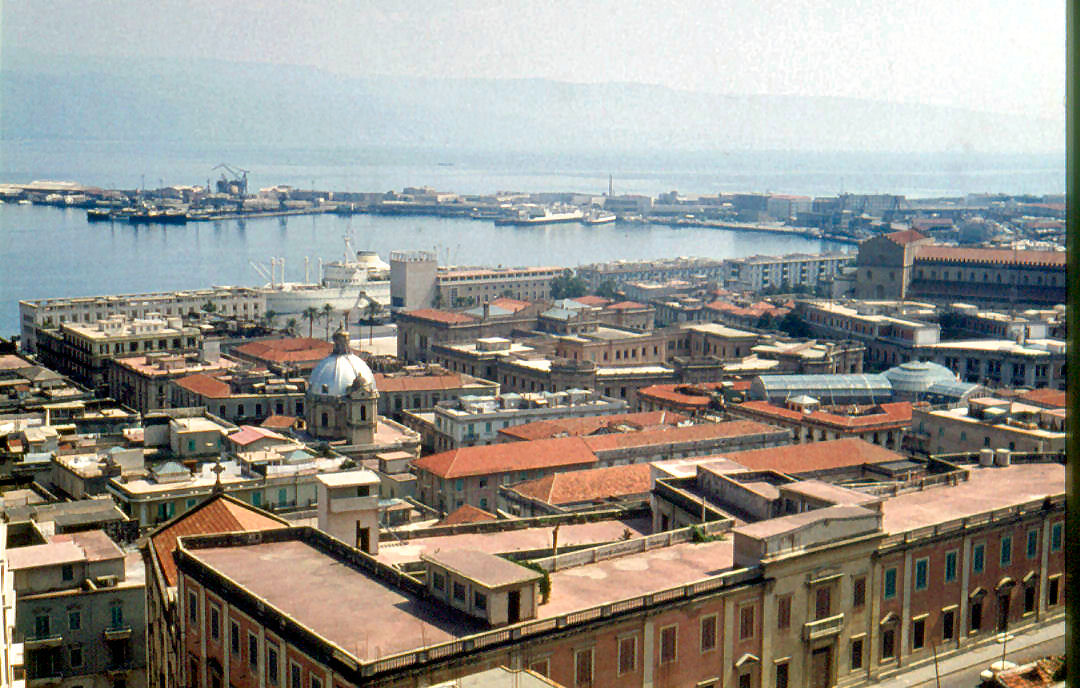
Zicht op het stazione Marittima en de pieren

Het nieuwe station van Messina Marittima is tussen 1937 en 1939 gebouwd op de eerdere plek van inscheping, in dezelfde stijl als het centraal station van Messina. Het is ontworpen door architect Angiolo Mazzoni en met zijn ruime hallen en indrukwekkend strakke lijnen is het een schoolvoorbeeld van de architectuurstijl het rationalisme. Het ontwerp van het grote mozaïek in de passagiershal is van de hand van de bekende Italiaanse kunstenaar Michele Cascella. Hij raakte geïnspireerd door een toespraak die Benito Mussolini in Palermo hield waarin deze aangaf Sicilië te willen ‘verheffen tot de “last” het centrum van zijn imperium te zijn’. De opdracht werd gegeven aan de werkplaats (opificio delle Pietre Dure) van de Mozaïekschool Reverenda Fabbrica di San Pietro.

## Architectuur
Het stationsgebouw, dat grenst aan het centraal station van Messina, is een duidelijk voorbeeld van een ontwerp dat de grootsheid van het fascisme uit wil stralen. Het is bedacht door architect Angiolo Mazzoni in een stijl die kenmerkend is geworden voor openbare gebouwen uit die tijd: grote en indrukwekkend hoge ruimtes met eenvoudige strakke lijnen. Er wordt veel gebruik gemaakt van travertijn (een kalksteen) en van grote ramen.

### De hal met de mozaïeken (Salone dei Mosaici)

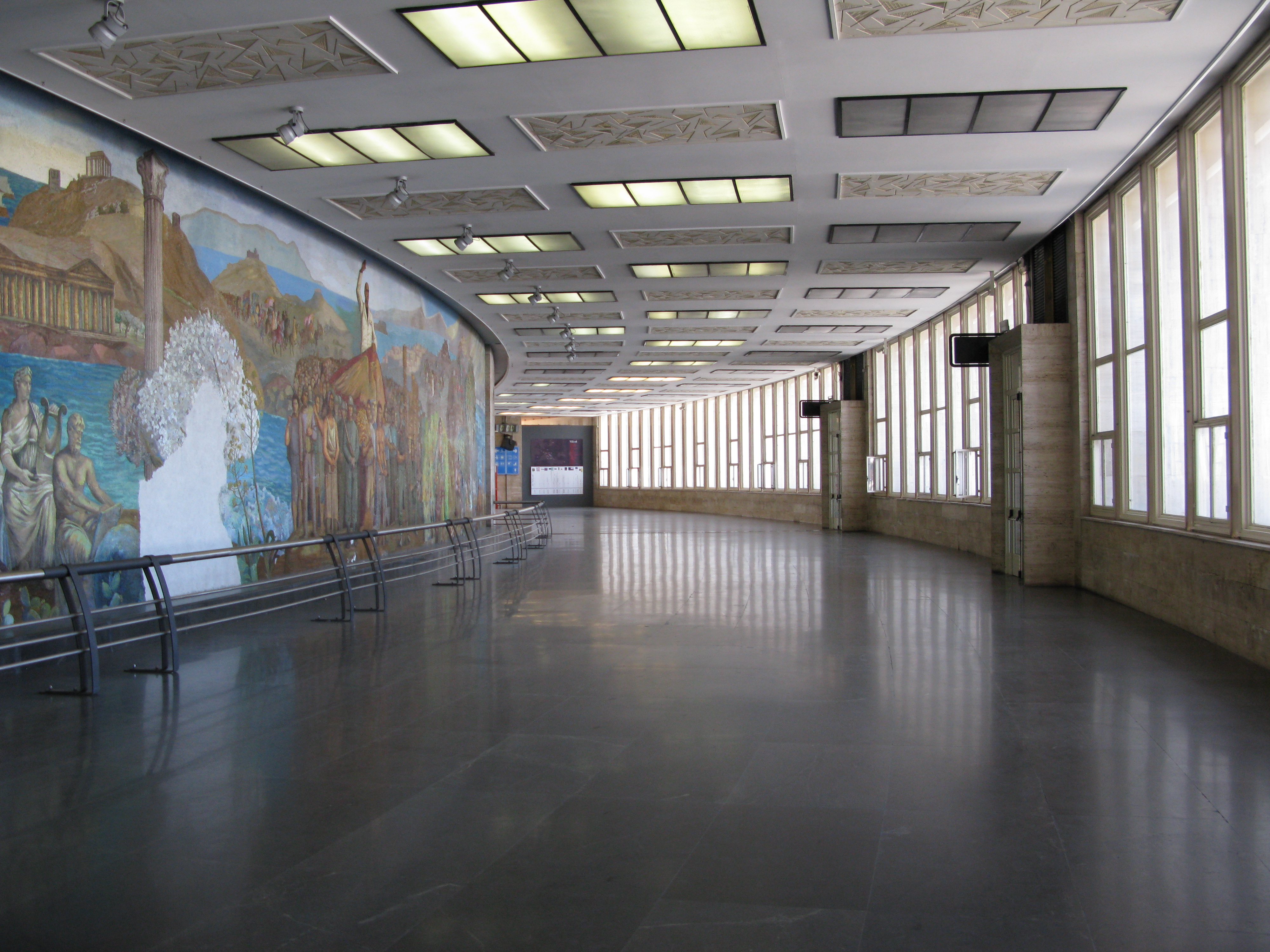
Salone dei Mosaici

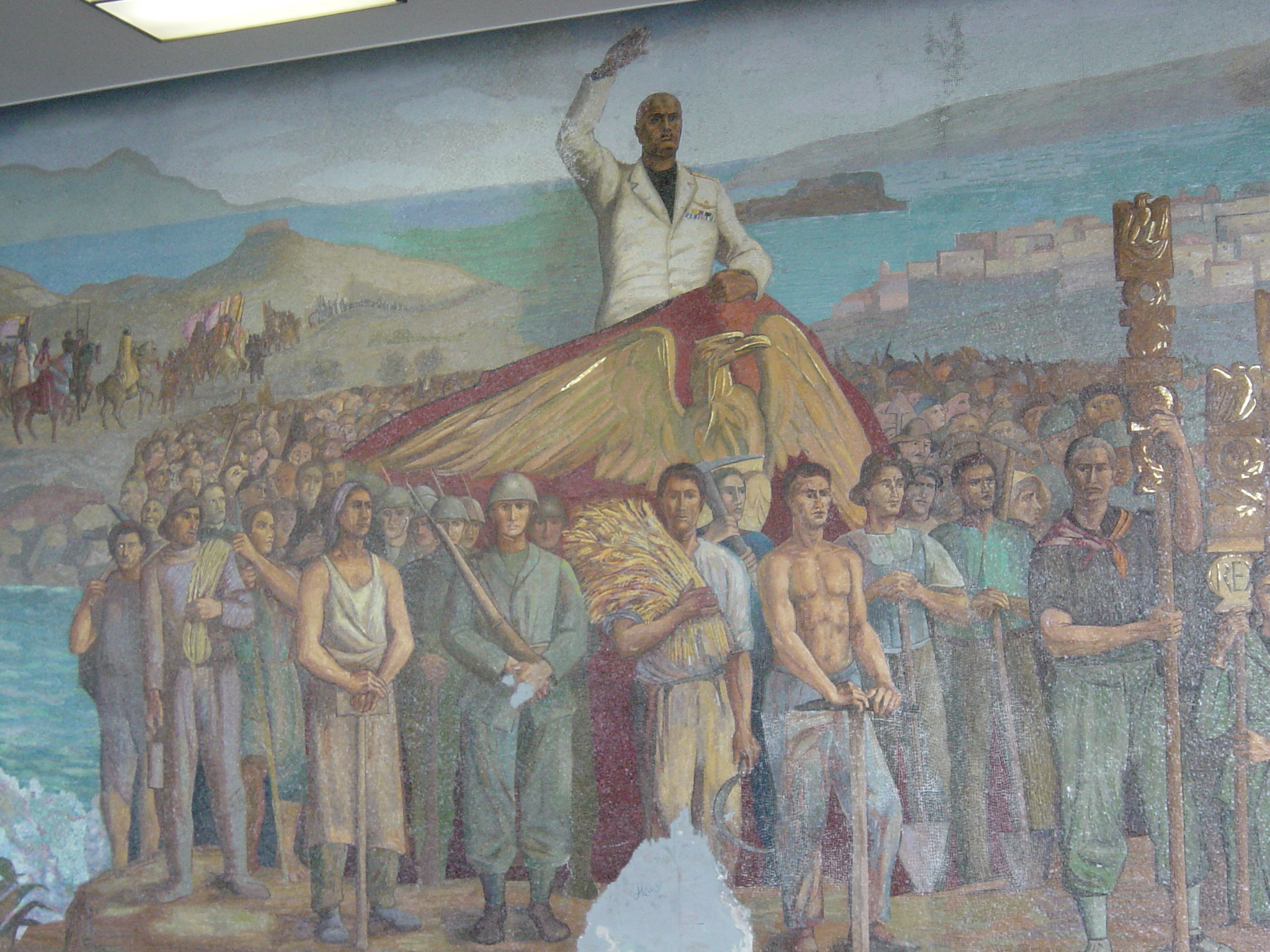
Detail van de wandmosaïek

Aan de noordzijde van station Messina Marittima richting zee bevindt zich een lange panoramische hal die is gebouwd over de sporen die naar de veerboothaven gaan. Deze hal, van waaruit je aangemeerde en aanmerende schepen kunt zien, is gedecoreerd door middel van een schitterend glasmozaïek. Hierop staan taferelen uit de Siciliaanse geschiedenis, maatschappij en natuur afgebeeld. Vanuit openingen in de hal die corresponderen met de afzonderlijke ligplaatsen, strekten zich lange overdekte loopbruggen uit die toegang gaven tot de passagiersveerboten. Deze werden echter sinds 2000 niet meer gebruikt en zijn in 2012 afgebroken.

## Kenmerken

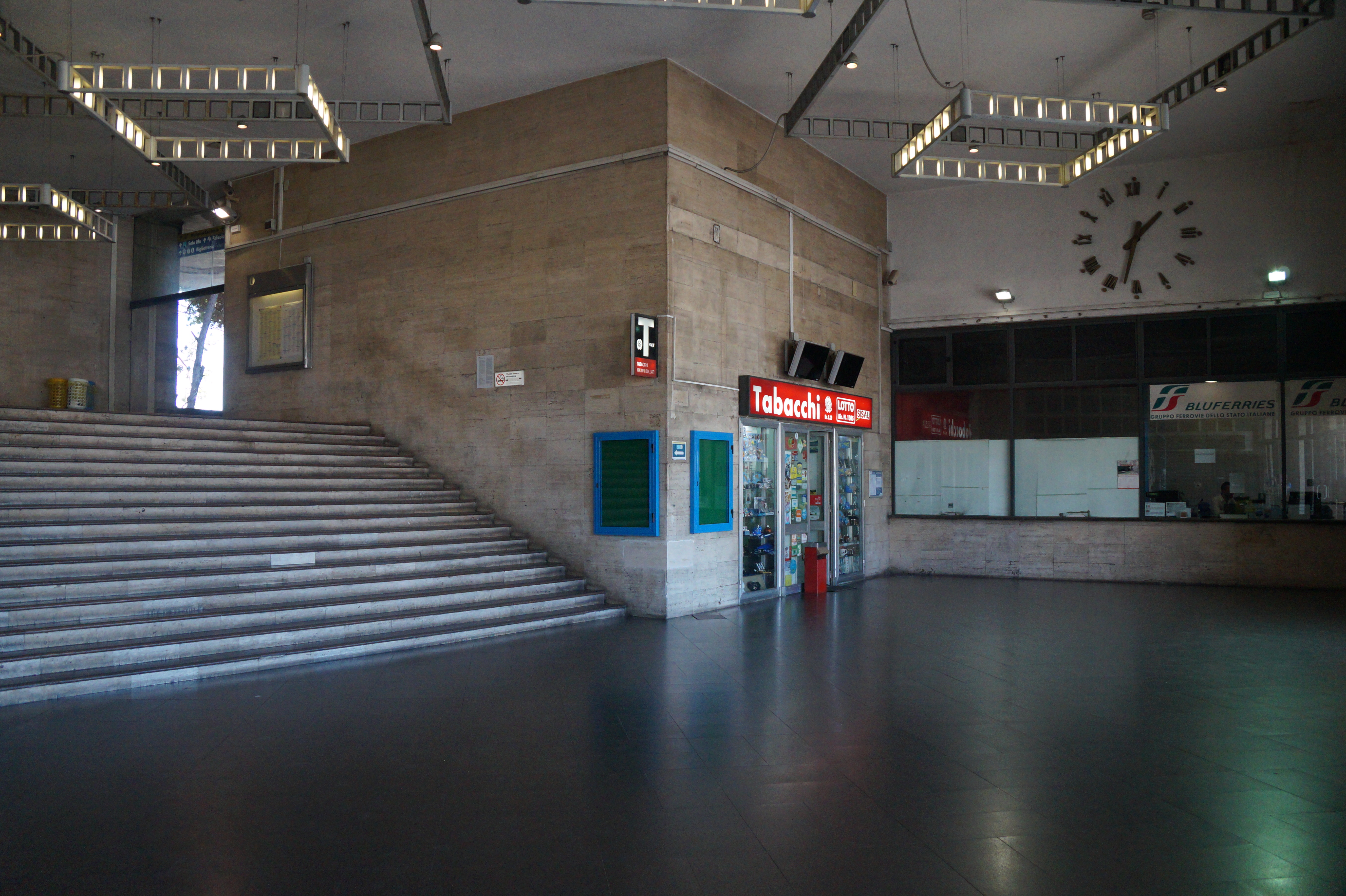
lokettenzaal Messina Marittima

Het treinstation van Messina Marittima is gebouwd in de vorm van een boog: het kijkt gedeeltelijk uit op de weg en het westelijk deel van de haven en strekt zich vervolgens vanaf de zeekant over de gehele lengte van de sporen uit. Het zuidelijk deel van het gebouw ligt naast het centraal station van Messina en is ermee verbonden. Dit deel bestaat uit twee verdiepingen die verbonden zijn met (rol)trappen. Op de begane grond bevinden zich de kaartjesloketten, kiosken en verschillende diensten. Vanaf hier kunnen reizigers niet op de trein stappen maar alleen op de veerboten. De spoorbundel bestaat uit zes sporen waarmee inscheping kan plaatsvinden. Vanaf hier vertakken de sporen zich naar het grote goederengedeelte en richting de tien sporen die zich vanaf zee uitstrekken tot het dichtbijgelegen centraal station van Messina.

## Diensten
Op het station bevinden zich:
- de kaartverkoop
- een busstation
- toiletten

## Overstapmogelijkheden
- Vanaf het station Messina Marittima is het mogelijk op over te stappen op de veerboot naar Villa San Giovanni
- Op het plein Piazza della Repubblica kunnen treinreizigers overstappen op de tramverbinding Tranvia di Messina (de vroegere buslijn 28).

- Gemeinsame Normdatei: 7684665-9
- Virtual International Authority File: 248323432